# Al Bayt Stadium
Al Bayt Stadium – stadion piłkarski w mieście Al-Chaur, w Katarze. Powstał w związku z organizacją przez Katar piłkarskich Mistrzostw Świata 2022. Jego pojemność wynosi 45 330, jednak po mistrzostwach zostanie zredukowana do 25 500 miejsc, a zdemontowane dodatkowe trybuny trafią do jednego z krajów Trzeciego Świata. Obiekt powstał tuż nad brzegiem Zatoki Perskiej i swym kształtem przypomina muszlę. Projekt opracowało w 2009 roku biuro architektoniczne Alberta Speera.